# Chiesa di San Martino (Carvico)
La chiesa di San Martino è la parrocchiale di Carvico in provincia e diocesi di Bergamo; fa parte del vicariato di Capriate-Chignolo-Terno. La chiesa conserva la pala d'altare raffigurante San Martino e il mendicante opera cinquecentesca di Bergognone.

## Storia
Nella lista delle chiese bergamasche redatto nel 1260 alle quali era imposto il censo da parte della chiesa romana, risulta che sul territorio di Carvico vi era una chiesa intitolata a Santa Maria. Questa informazione non viene però confermata negli atti del sinodo voluto dal neoeletto Giovanni da Scanzo nel 1304 che cita la presenza di "Carpionus clericus Sancti Martini de Carvico"  a rappresentare la chiesa dedicata a san Martino di Tours.

La chiesa è nuovamente inserita nella nota ecclesiarum ordinanza dettata da Bernabò Visconti. L'elenco attesta che la chiesa di Carvico, dipendeva dalla pieve di Terno d'Isola e che godeva di due benefici. L'elenco era una distinta dei benefici di tutte le chiese e monasteri presenti sul territorio di Bergamo, per definirne i censi da versare alla famiglia Visconti di Milano e alla chiesa romana.
La bolla pontificia del 16 marzo 1513 di papa Leone X attesta che la parrocchiale di Carvico intitolata a san Martino godeva del giuspatronato della comunità , la quale aveva obbligo di costruire un nuovo edificio di culto. Risulta quindi inserita dalla diocesi di Bergamo, nell'elenco degli juspatronati della metà del Cinquecento.
La relazione della visita pastorale del 2 ottobre 1575, di san Carlo Borromeo arcidiovescovo di Milano che nell'autunno del 1575 visitò tutte le chiese e i monasteri della bergamasca, relazione la chiesa sempre dipendente da quella di Terno d'Isola, che era retta da due chierici che coadiuvavano un curato e vi era la scuola del Santissimo Sacramento.
La chiesa è inserita nel Sommario delle chiese della diocesi di Bergamo che Giovanni Giacomo Marenzi cancelliere della curia di Bergamo aveva redatto nel 1666 dove la chiesa risulta intitolata a "San Martino", con il giuspatronato del comune di Carvico, e parte della "pieve di Terno", nonché retta da un parroco.
Con decreto del vescovo di Bergamo Giulio Oggioni del 27 maggio 1979, la chiesa è inserita nel vicariato di Capriate-Chignolo-Terno.

## Descrizione

### Esterno
L'edificio è preceduto da un ampio sagrato che nella parte vicina alla facciata ha la pavimentazione in sanpietrini in marmo di Carrara. La facciata è tripartita da lesene poste a coppia negli angoli,  e divisa su due ordini da una cornice marcapiano.Le lesene sono complete di zoccolatura in pietra che percorre poi tutta la facciata. Nella parte centrale vi è il portale in pietra arenaria che nella parte superiore presenta un altorilievo raffigurante il dono del mantello al mendicante. Le sezioni laterali sono intonacate. Nella sezione superiore vi è il proseguimento della tripartizione con il continuo delle lesene che però terminano con capitelli d'ordine corinzio. La parte centrale ha una grande finestra rettangolare con contorni in stucco atta a illuminare l'aula. La facciata è coronata dal timpano triangolare.

### Interno
L'interno a navata unica a pianta rettangolare con volta a botte si sviluppa in sette campate da lesene stuccate in lucido complete di alta zoccolatura e coronate da capitelli corici, che sorreggono una parte a fregio e il cornicione. La zona presbiteriale rialzata da tre gradini e anticipata dall'arco trionfale a pianta rettangolare termina con l'abside coperto a catino. 
La chiesa conserva il grande dipinto di Ambrogio da Fossano raffigurante San Martino a cavallo che divide il mantello con la spada, e la Madonna del Rosario di Cristoforo Roncalli.